# Mike Horner
Mike Horner, all'anagrafe Michael George Coe (Portland, 3 febbraio 1955), è un ex attore pornografico e regista statunitense, e un membro della Hall of Fame dell'AVN e della XRCO.

## Biografia
Horner studiò presso la San Francisco State University e l'UCLA, e si laureò alla Sonoma State University. Prima di entrare nel mondo della pornografia, frequentò corsi di teatro e di danza, ma iniziò a farsi un nome solo quando intraprese la carriera di attore porno. Inizialmente la sua paga si aggirava intorno ai 40-100 dollari a film, ai quali prendeva parte solo come figurante o in piccoli ruoli. Nel 1983 la pornografia divenne infine la sua occupazione professionale primaria. Nel 1991 si trasferì in California. Cominciò a dirigere film nel 1993, riscuotendo però un'accoglienza controversa da parte della critica. Da regista diresse Tangled (1993, Pleasure Prod.), Dreams of Desires, Taoist Sexuality (1999, Adam & Eve), e 8 altre pellicole porno.

## Premi e riconoscimenti
AVN Awards
- 1987 - Best Actor - Film per Sexually Altered States[2]
- 1992 - Best Supporting Actor - Video per Bite[3]
- 1993 - Best Actor - Film per The Seduction of Mary[4]
- 1994 - Best Actor - Film per Notihing To Hide 2[5]
- 1994 - Best Couples Sex Scene - Film per Notihing To Hide 2 con Roxanne Blaze[6]
- 1995 - Best Couples Sex Scene - Video per Body & Soul con Ashlyn Gere[7]
- 1996 - Best Actor - Film per Lesson of Love[8]
- 2002 - Best Actor - Video per Euphoria[9]
- 2002 - Best Supporting Actor - Video per Wild Thing[10]
- 2005 - Best Non - Sex Performance per The Collector[11]

XRCO Award
- 1992 - Hall of Fame[12]

NightMoves Award
- 1996 - Best Actor[13]
- 1998 - Best Actor[14]

## Filmografia
Attore
Regista
- 2001 - Star Woman (Video)
- 1999 - Fucked to Death (Video)
- 1998 - Sacramento Chronicles (Video)
- 1998 - Taking Care of Business (Video)
- 1998 - Tao of Sex (Video)
- 1997 - Love Thy Neighbor (Video)
- 1996 - Around Frisco (Video)
- 1996 - Around Frisco 2 (Video)
- 1996 - Dr. Peter Proctor's House of Anal Delights (Video)
- 1995 - Lessons in Love (Video)
- 1995 - Dreams of Desires (Video)
- 1994 - Tangled (Video)